# Sianowo
Sianowo is een dorp in het Poolse woiwodschap Pommeren, in het district Kartuski en de gemeente Kartuzy. In 2005 telde Sianowo 349 inwoners.

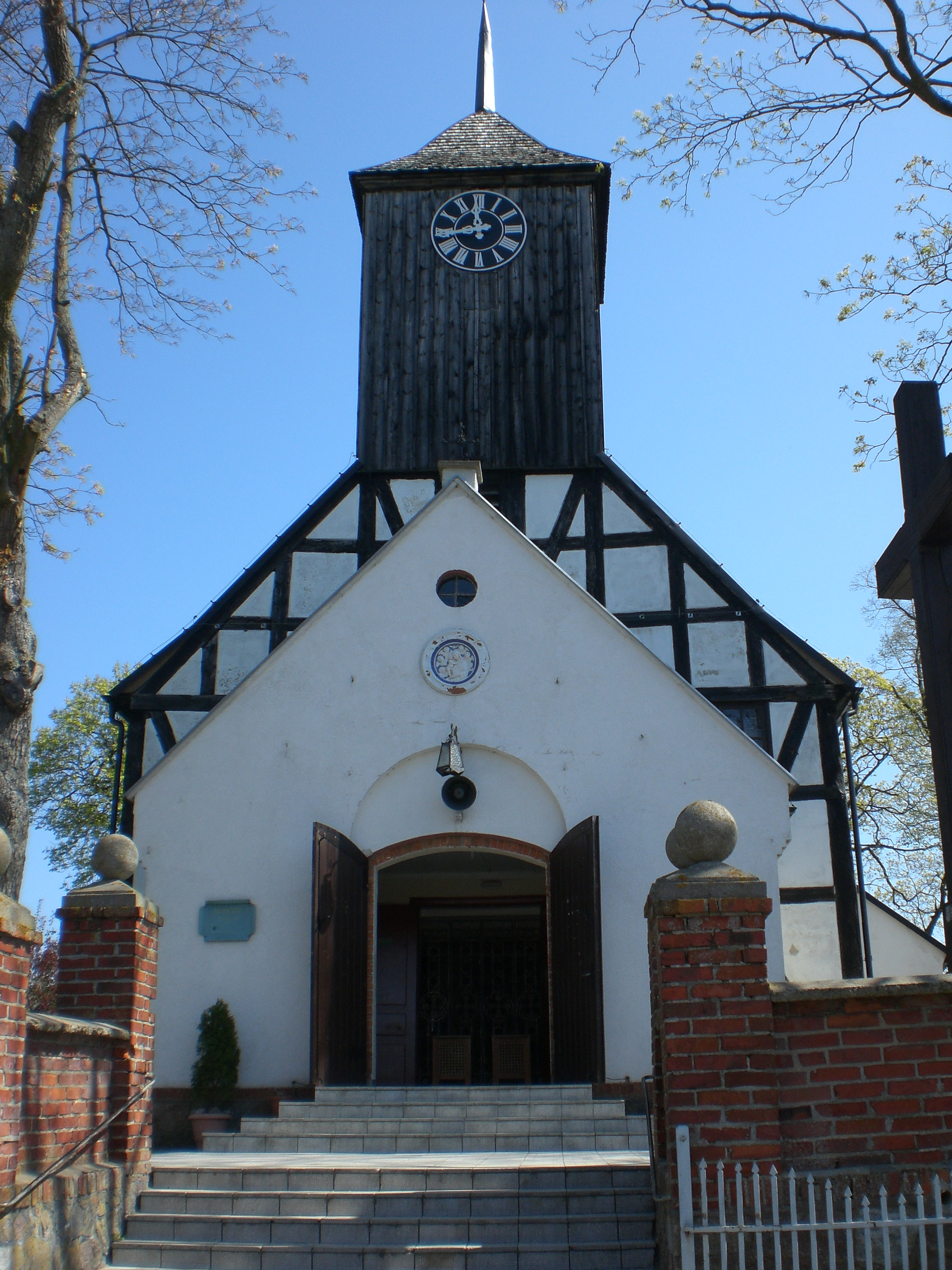
Kerk